# Turdaș
Turdaș (en hongrois : Tordos, en allemand : Tordesch) est une commune du Județ de Hunedoara en Transylvanie, (Roumanie).